# Дуэль Чернова и Новосильцева
Дуэ́ль Новоси́льцева и Черно́ва — знаменитая в русской истории дуэль, которая произошла на северной окраине Петербурга 10 (22) сентября 1825 года. Оба дуэлянта — флигель-адъютант Владимир Дмитриевич Новосильцев и поручик лейб-гвардии Семёновского полка Константин Пахомович Чернов — получили смертельные ранения. Причиной дуэли стал отказ Новосильцева из-за сопротивления его матери Екатерины Владимировны (урождённой графини Орловой) жениться на незнатной сестре Чернова.
Именно эта дуэль добавила мотивов и решимости друзьям и товарищам одного из погибших дуэлянтов (члена Северного тайного общества) Константина Чернова всего лишь через три месяца внезапно выступить 14 декабря 1825 года на Сенатскую площадь.

## Семья Новосильцевых
Екатерина Новосильцева была дочерью графа Владимира Орлова, младшего из братьев, помогших прийти Екатерине Второй к власти, и наследницей его огромного состояния. Её единственный сын подавал всем большие надежды: хорошо учился, «блистал в обществе, играл хорошо на гобое, изящно танцевал и ловко бился на рапирах; будучи очень высокого роста, как все внуки братьев Орловых, он превосходил их всех красотой».

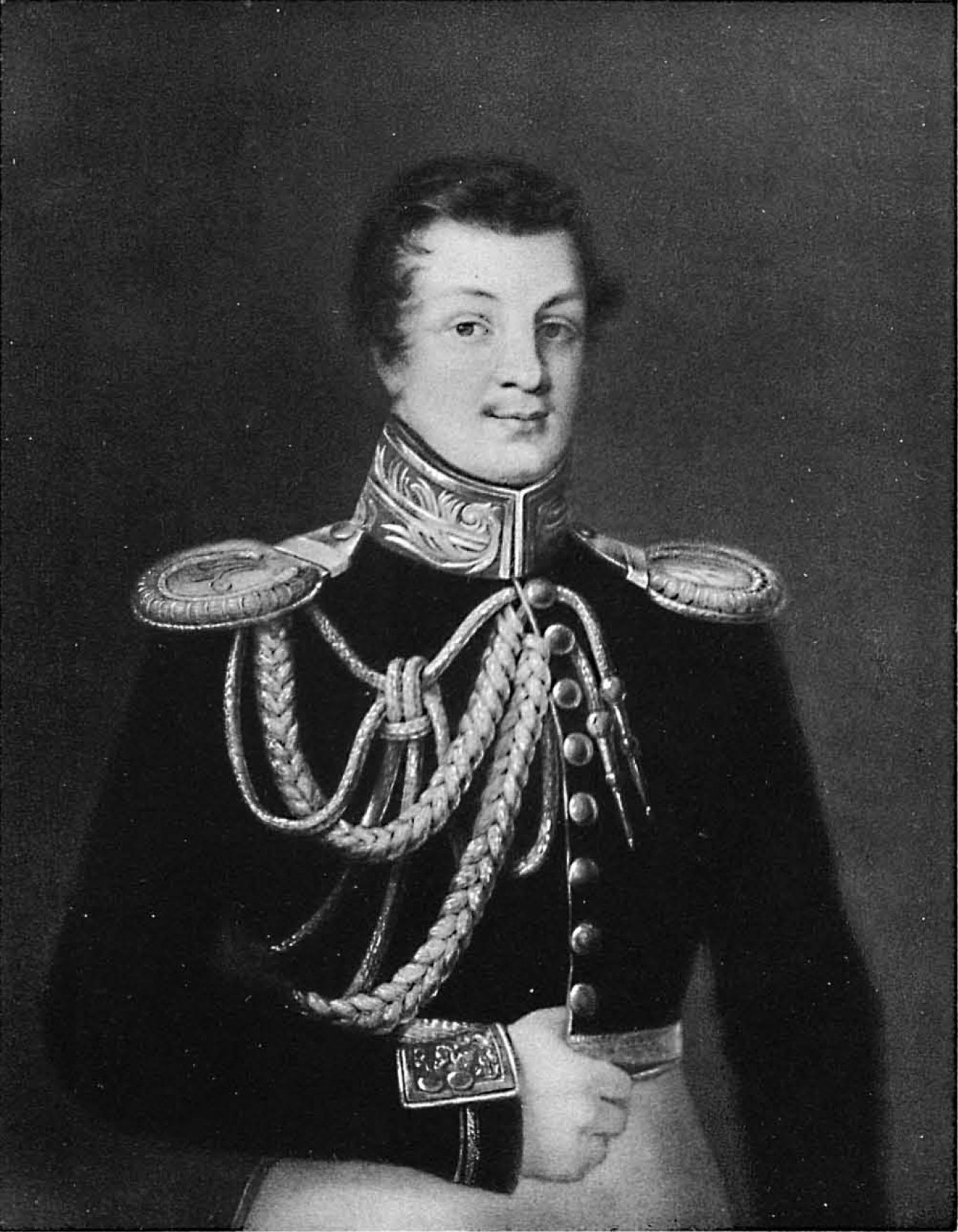

## Предыстория дуэли
Мыза Зарецкая находилась в Капорском уезде Санкт-Петербургской губернии в 14 верстах от имения поэта Кондратия Рылеева Батово. Мыза эта досталась матери Черновых в наследство от прадеда. Она была правнучкой одного из первых архитекторов Санкт-Петербурга Доминико Трезини.
Пахом Чернов вышел 1 января 1819 года вышел в отставку в звании генерал-майора. Имел в Санкт-Петербурге два дома, где семья жила зимой, а лето семейство проводило в имении на мызе Зарецкой на реке Оредеж и озере Донцо.

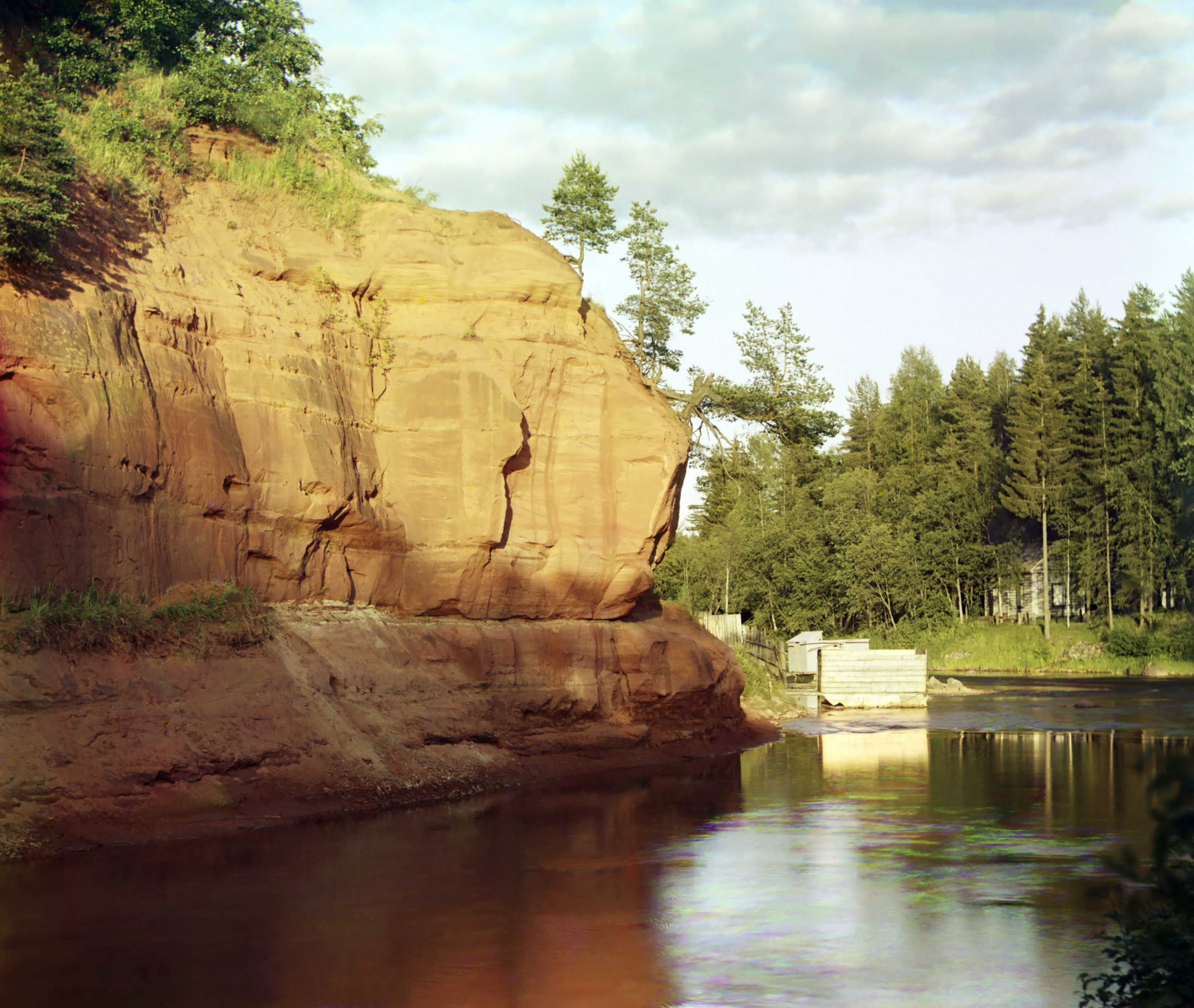
Подлинная цветная фотография (нерасцвеченная) 1905 года Прокудина-Горского с видом реки Оредежь через 80 лет после описываемых событий

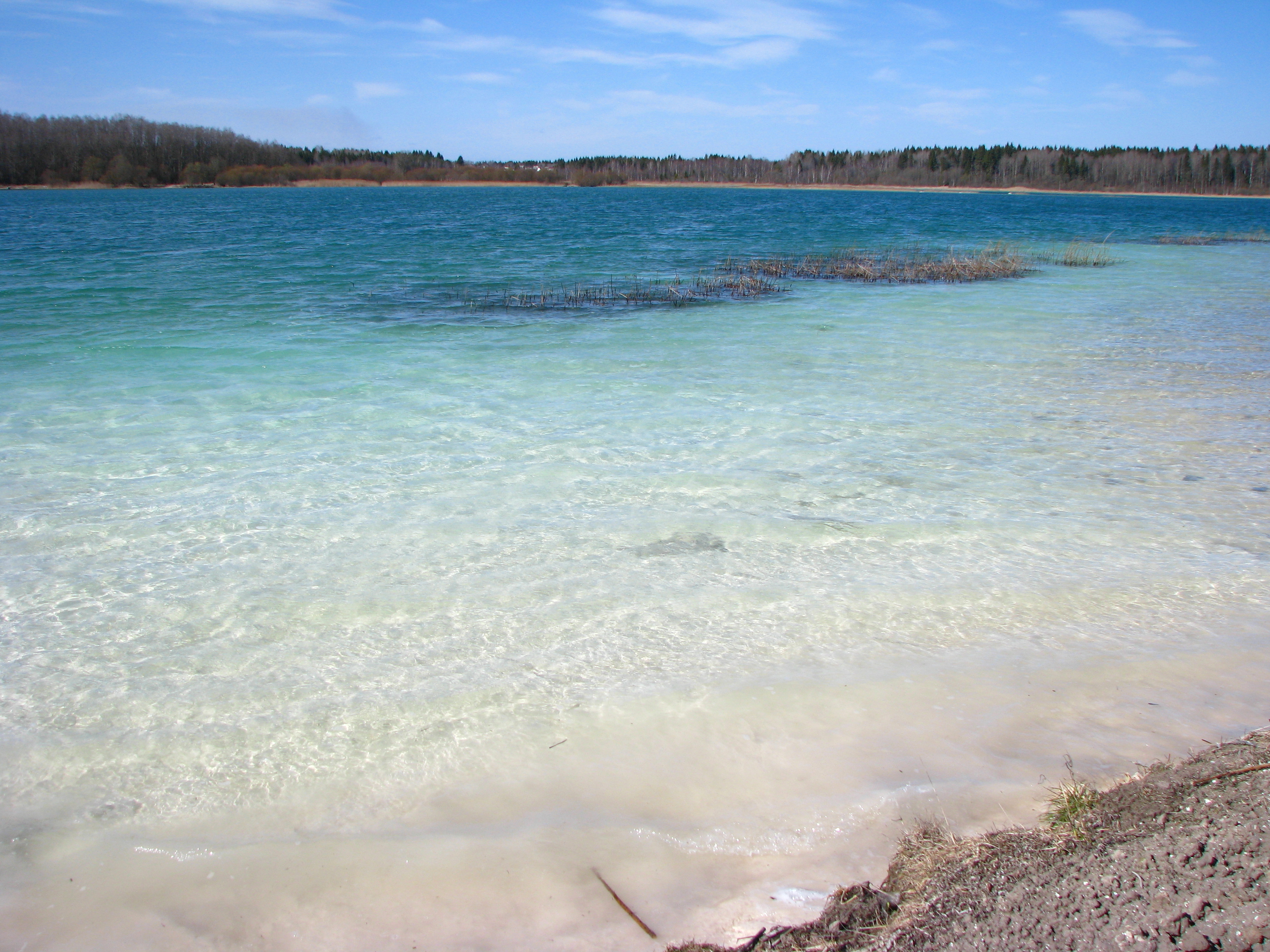
Озеро Донцо в наши дни

Приятель поручика Скалона, проводившего в имении Черновых геодезические съемки,  25-летний Владимир Новосильцев – флигель-адъютант императора Александра I знакомится с семьёй 
владельцев и с первого взгляда влюбляется в 16-летнюю дочь хозяев Екатерину, а уже через 4 дня знакомства делает ей предложение о замужестве.
Владимир решил жениться на не очень богатой и совсем незнатной девице Черновой, дочери генерал-майора Пахома Чернова, который получил своё дворянство за долгую военную службу. Но мать Новосильцева-графиня Орлова приложила усилия на препятствование этому браку. Она всячески затягивала дело о свадьбе, притворно хорошо относясь к семейству Черновых, в то же время говоря другим: «Могу ли я согласиться, чтобы мой сын женился на какой-нибудь Черновой, да к тому же Пахомовне: никогда этому не бывать. Не хочу иметь невесткой Чернову Пахомовну – экой срам!». Своим упорным сопротивлением и давлением на сына ей удалось достигнуть того, что Владимир отказался сразу жениться на Екатерине, отстрочив свадьбу на полгода.
Старший брат девушки, 21-летний поручик лейб-гвардии Семёновского полка Константин Чернов, вызывает Новосильцева на дуэль. «Стреляюсь на 3 шага, как за дело семейственное…» пишет он.
Перепуганная мать Новосильцева обращается за помощью к генерал-губернатору Москвы князю Голицыну. В его присутствии Новосильцев заявляет, что не отказывается от брака, и Чернов приносит ему свои извинения. Мать жениха даёт письменное согласие на свадьбу.
Однако обещанные сроки прошли, а дело о свадьбе так и не сдвинулось с мёртвой точки, что очень тяжело восприняли в  семье совсем молодой девушки, потерявшей голову от любовных чувств.
Старик-отец Чернов, благословляя сына Константина отомстить Новосильцеву, сказал ему:

“Если будешь убит, то следующий по старшинству брат твой будет стреляться с Новосильцевым, если и он будет убит – пойдет третий и так дальше, до самого младшего, пятого. Падёт последний – я сам пойду. Умру или отомщу за всех вас!”

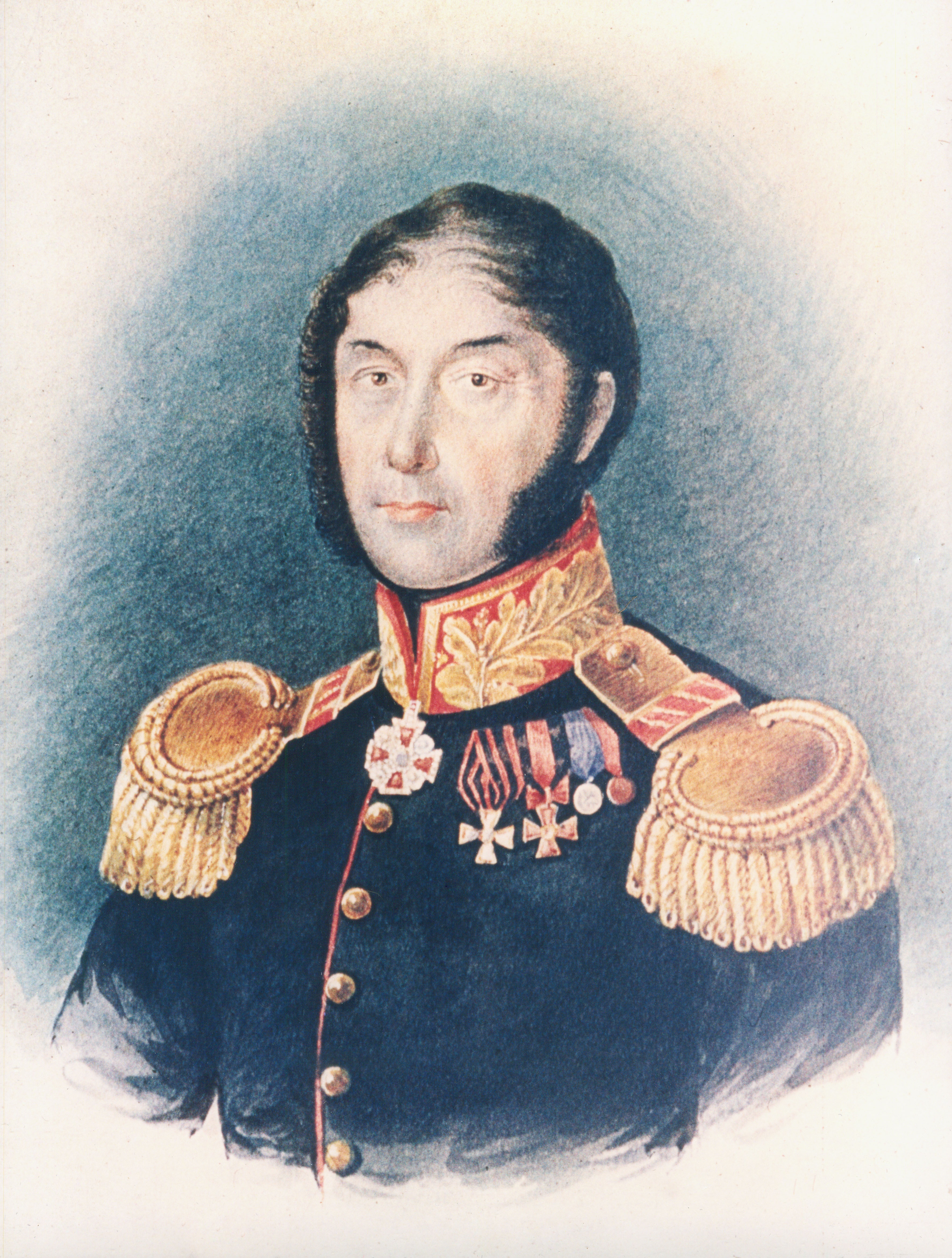
Генерал-майор Пахом Кондратьевич Чернов (1765-1827)

Новосильцева оповестила об этом начальника своего сына – главнокомандующего в Москве, графа Остен-Сакена, приказавшего отцу Чернова, бывшему до отставки его подчинённым, прекратить дело. Владимир на этот раз сам вызвал подпоручика Чернова на дуэль. Константин в ответ написал Новосильцеву письмо, в котором заверил, что не имеет к оскорбительным слухам ни малейшего отношения. Новосильцев отозвал вызов.
В этот момент роковую роль в развитии этой истории сыграл выдающийся русский поэт Кондратий Федорович Рылеев, считавший себя другом, роднёй и бывший соседом Черновым. Кондратий Федорович, бывший заседателем Петербургской уголовной палаты, а с 1824 — правителем канцелярии Российско-американской компании, пишет Новосильцеву суровое нравоучительное письмо, и, не получив ответа, убеждает Чернова снова отправить обидчику вызов.

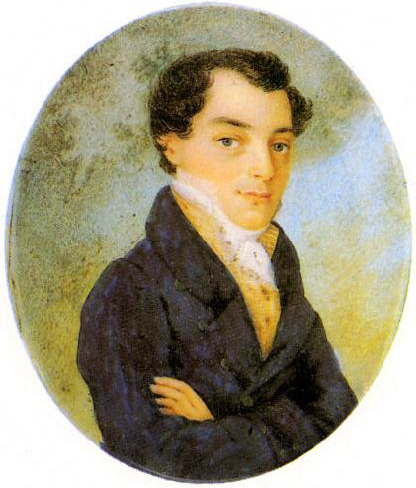
Кондратий Рылеев

5 сентября 1825 года на балу в честь именин императрицы Елизаветы Алексеевны Екатерина Чернова была приглашена Новосильцевым на мазурку, но станцевав один тур, сказала: «Довольно». Новосильцев проводил её до стула и хотел начать с ней разговор, но подошедший сзади Константин Чернов помешал ему, вызвав на тяжёлый разговор. Брат невесты в последний раз бросает перчатку обидчику, который «преступил все законы чести...»
Дуэль на смертельных условиях должна состояться через пять дней 10 сентября  в предместье Петербурга, на окраине Лесного парка. В своей записке перед дуэлью сам Константин Чернов писал:

“Пусть паду я, но пусть падет и он, в пример жалким гордецам, чтобы золото и знатный род не надсмехались над невинностью и благородством души”.

## Дуэль
Усилия Новосильцевой не смогли предотвратить дуэли на смертельных условиях. Она состоялась на окраине Лесного парка (ныне парк Лесотехнической академии; 59°59′49″ с. ш. 30°20′04″ в. д.). Секундантами Чернова были подпоручик Шипов — его приятель и дальний родственник, а также член Северного тайного общества «декабристов» К. Ф. Рылеев, который содействовал превращению дуэли в общественное событие, а позднее и похорон Чернова — в публичную манифестацию, первую в России.

Мы, секунданты нижеподписавшиеся, условились:
1) Стреляться на барьер, дистанция восемь шагов, с расходом по пяти.
2) Дуэль кончается первою раною при четном выстреле; в противном случае, если раненый сохранил заряд, то имеет право стрелять, хотя лежащий, если же того сделать будет не в силах, то поединок полагается вовсе и навсегда прекращенным.
3) Вспышка не в счет, равно осечка. Секунданты обязаны в таком случае оправить кремень и подсыпать пороху.
4) Тот, кто сохранил последний выстрел, имеет право подойти сам и подозвать своего противника к назначенному барьеру.
Полковник Герман.
Подпоручик Рылеев.
Ротмистр Реад.

Подпоручик Шипов— Условия дуэли флигель-адъютанта Новосильцева с поручиком Черновым
Во все времена для дуэлянтов существовало незыблемое правило, когда оскорбление, нанесенное женщине, ее лично не касалось, а непосредственно падало на ее естественного защитника, который и становился оскорбленным лицом, причем степень тяжести оскорбления повышалась на одну ступень. Здесь оказался как раз тот самый тяжелый случай…
Условия дуэли были предельно жестокие, примирение невозможно. Стрелялись ”…с барьера, дистанция восемь шагов, с расходом по пяти”.
(т.е. с 18 шагов каждый мог сделать не более пяти шагов вперед)
Оба участника дуэли были смертельно ранены: Новосильцев — в печень, Чернов — в голову.
По одному из преданий, перед смертью раненые дуэлянты даже заботились о состоянии друг друга и, наконец-то, простили друг другу все. Пуля Чернову попала в висок, где раздвоясь, одной половиной пошла к мозгу, другой к зубам. Он мужественно мучился в сознании еще две недели. Новосильцев отошёл к Богу уже через четыре дня из-за последствий ранения печени, не допустив к себе мать, виня ее.
Судьба же бедной юной Катеньки, смолянки, генеральской дочки, девушки необыкновенной красоты, которая в один день потеряла и дорогого возлюбленного, и любимого брата, канула в Лету.
Приехав в Петербург, мать Новосильцева ещё застала своего сына живым, но все усилия врачей, во главе с известным доктором Арендтом, которому было обещано 1000 рублей за выздоровление сына, оказались тщетными. 14 сентября 1825 года Владимир Новосильцев скончался.
Тело его было забальзамировано и отправлено в Москву, туда же вернулась и Екатерина Владимировна, увозя с собой в закупоренном серебряном сосуде сердце сына. Похоронив сына в Новоспасском монастыре и построив церковь на месте ранения сына, она предавалась молитвам и благотворительности, не снимая более никогда траура.

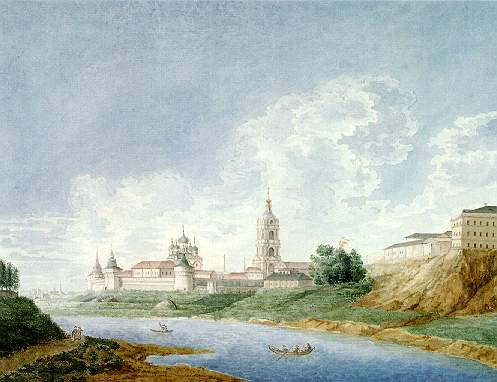
Новоспасский монастырь в Москве в 1810-х годах

## Похороны Чернова
```
Клянёмся честью и Черновым:
Вражда и брань временщикам,
Царя трепещущим рабам,
Тиранам, нас угнесть готовым!

(Строки выше были убраны по настоянию Кондратия Рылеева при самом произнесении поэтической надгробной речи Кюхельбекера во время похорон на Смоленском кладбище)

Нет! не Отечества сыны —
Питомцы пришлецов презренных!
Мы чужды их семей надменных,
Они от нас отчуждены.

Так, говорят не русским словом,
Святую ненавидят Русь;
Я ненавижу их, клянусь,
Клянуся честью и Черновым!

На наших дев, на наших жён
Дерзнёшь ли вновь, любимец счастья,
Взор бросить, полный сладострастья, -
Падёшь, Перуном поражён!

И прах твой будет в посмеянье!
И гроб твой будет в стыд и срам!
Клянёмся дщерям и сестрам:
Смерть, гибель, кровь за поруганье!
 
А ты, брат наших ты сердец,
Герой, столь рано охладелый,
Взнесись в небесные пределы:
Завиден, славен твой конец!

Ликуй: ты избран русским Богом
Всем нам в священный образец!
Тебе дан праведный венец!
Ты чести будешь нам залогом!
```

Похороны Чернова Северное тайное общество превратило в первую в России политическую демонстрацию.

…решено было, когда Чернов умер, чтобы за его гробом не смело следовать ни одного экипажа, а все, кому угодно быть при похоронах, шли бы пешком, — и действительно страшная толпа шла за этим хоть и дворянским, но все-таки не аристократическим гробом — человек 400. Я сам шел тут. Это было что-то грандиозное.— Д. А. СМИРНОВ

РАССКАЗЫ ОБ А. С. ГРИБОЕДОВЕ,
ЗАПИСАННЫЕ СО СЛОВ ЕГО ДРУЗЕЙ
Князь Оболенский о похоронах Чернова:

«Все, что мыслило, чувствовало, соединилось тут в безмолвной процессии… к тому, кто выразил идею общую.., идею о защите слабого против сильного, скромного против гордого.»— 
Офицеры собрали до 4000 рублей, сам великий князь Николай прислал ещё 4000 рублей.

"50 факельщиков, рота караула солдат, офицеров пешком более 500 человек. Сотни карет четвернями, тьма дрог..."

## Последствия дуэли
Оборвав все связи в обществе, графиня Екатерина Владимировна посещала лишь церковь Филарета, и, обращаясь к митрополиту, просила: «Я убийца моего сына; помолитесь, владыка, чтоб я скорее умерла».

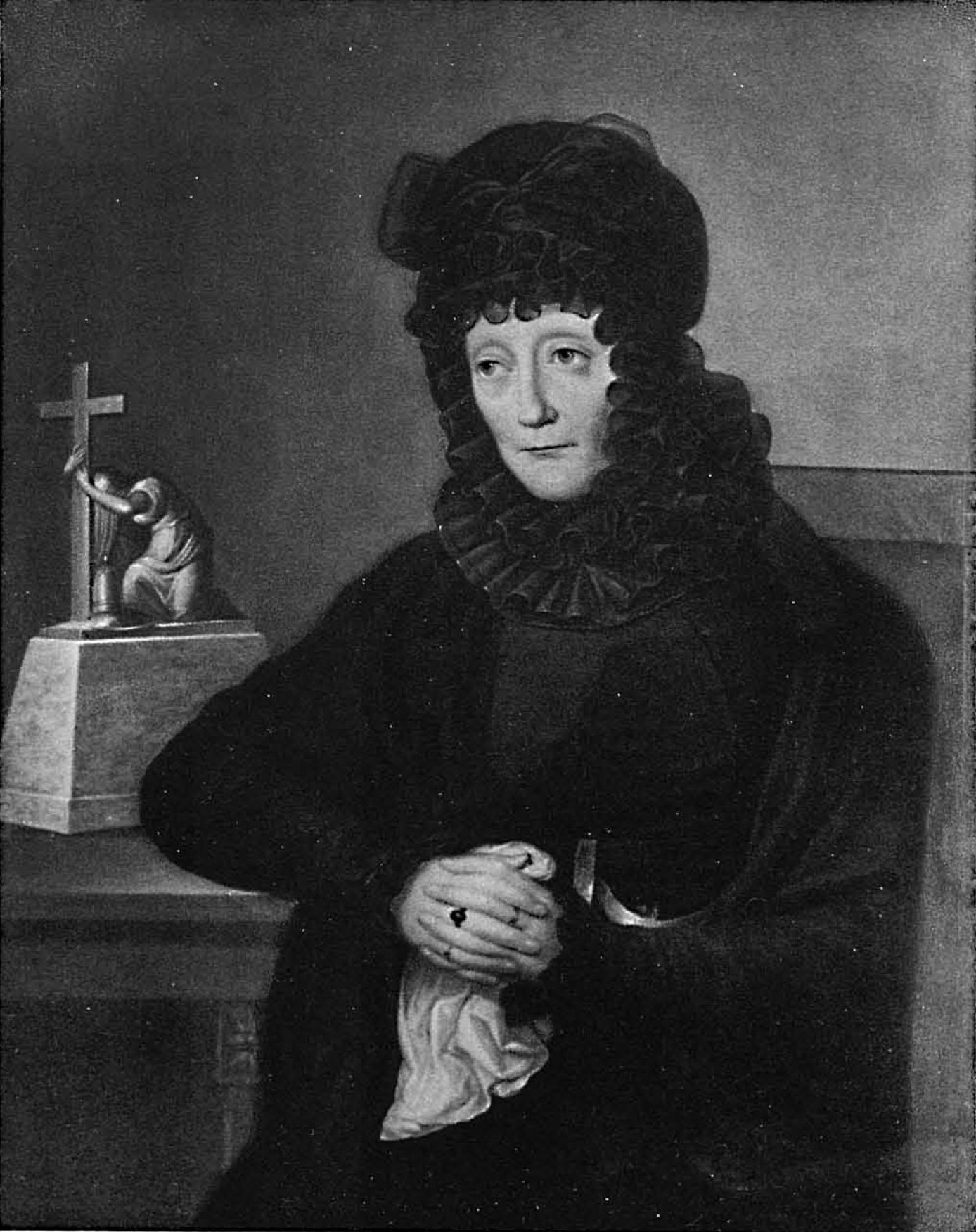
Новосильцева в трауре с сердцем сына

В 1835 году, через десять лет после трагической дуэли, скончался муж Новосильцевой, который винил ее в смерти сына. Екатерина Владимировна приняла в своем доме внебрачных детей супруга, всячески им помогала.
Благотворительная деятельность графини была огромна: ни одна знатная дама не сделала для бедных столько добра, как Екатерина Владимировна. Она кормила сирот, помогала обездоленным матерям-одиночкам с жильем, создала знаменитую Новосильцевскую богадельню, расположенную рядом с Владимирской церковью в Лесном парке.

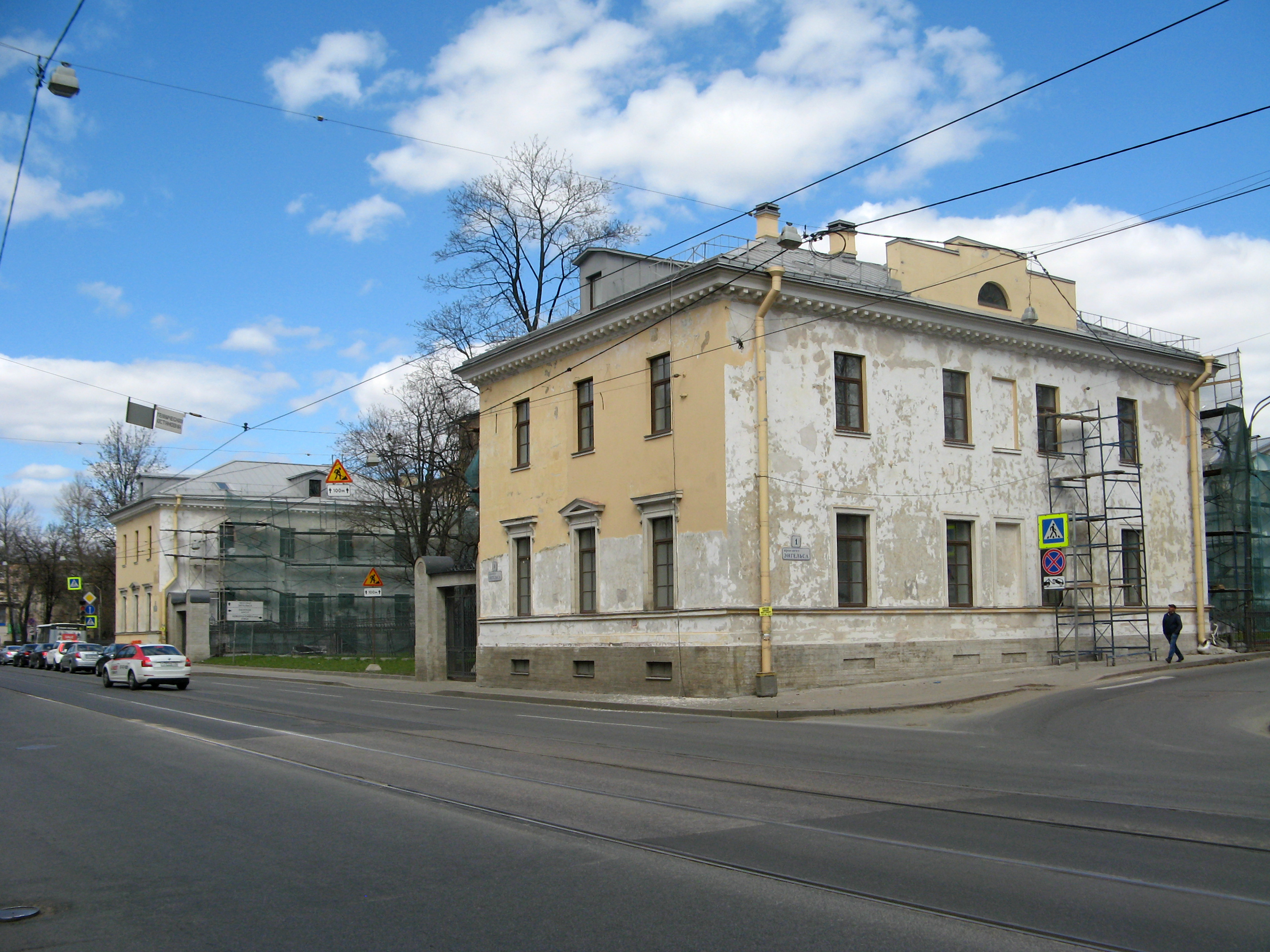
Орлово-Новосильцевская богадельня

Эта дуэльная история всколыхнула все общество настолько, что в какой-то момент затмила такое событие в жизни государства, как случившуюся почти в это время (19 ноября) внезапную смерть императора Александра I и приведение к присяге императору Константину войск и населения 27 ноября.

«Все только и говорили о пресловутой битве московской спеси с петербуржской простотой.»
Данное частное трагическое событие как «эффект бабочки» радикально повлияло на историю всей России.
Случившаяся после несчастной любви двух тайно обручённых молодых людей именно эта дуэль добавила желания и решимости друзьям и товарищам одного из погибших дуэлянтов (члена Северного тайного общества) всего лишь через три месяца внезапно выступить 14 декабря 1825 года на Сенатскую площадь.
То, что будущий император Николай Павлович выступил на стороне погибшего Чернова и поддержал его семью, вероятно, спасло ему через три месяца жизнь, так как декабристы имели верную возможность убить императора 14 декабря 1825 года, но благородно не стали этого делать.
Три младшие брата Чернова тоже умерли молодыми: один погиб при «Варшавских событиях» в 1830, второй понес наказание за убийство в 1832 году во вспыхнувшем между ними конфликте поэта-переводчика Александра Шишкова, в личной жизни часто обвиняемого современниками во всевозможной распущенности, чуть ли не в шулерстве, а третий умер от холеры в 1834 году.
Московский почт-директор Александр Яковлевич Булгаков, писал своему брату Константину в Петербург:
«Похороны Чернова доказывают, что он был в полку любим, да и вообще хвалят его все, а о сестре слышал я, что она идет в монастырь, а я желал бы лучше, чтобы представился вдруг неожиданно хороший жених: она бы этого стоила».
В 1832 году уже 24-летняя Екатерина Чернова влюбилась в красавца-военного 32-летнего полковника Николая Михайловича Лемана, который позднее дослужился до звания генерал-лейтенанта. Екатерина вышла за него замуж и родила четырех девочек и четырех мальчиков.
Её дочь Елизавета была замужем за крупным производителем российского фарфора Павлом Петровичем Гарднером и продала мануфактуру «Гарднер» после его смерти.

## Память о дуэли

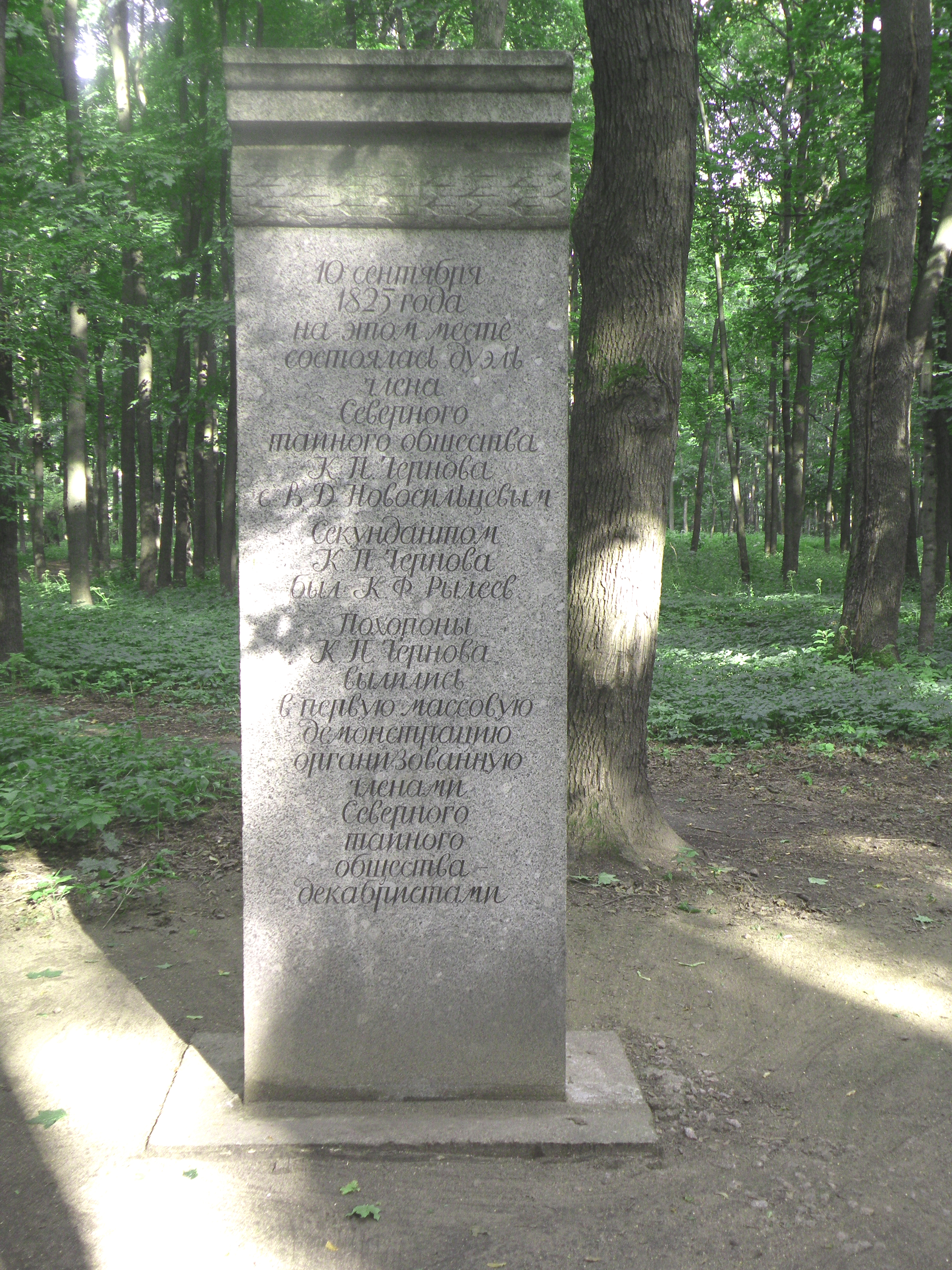
Памятник на месте дуэли

Неутешная мать Новосильцева, желая искупить свою вину в трагедии, приобрела постоялый двор в Лесном, где умер её сын, и, истратив около 1 миллиона рублей, возвела на этом месте Князь-Владимировскую церковь (архитектор И. И. Шарлемань 1-й) и богадельню — Новосильцевское благотворительное заведение.

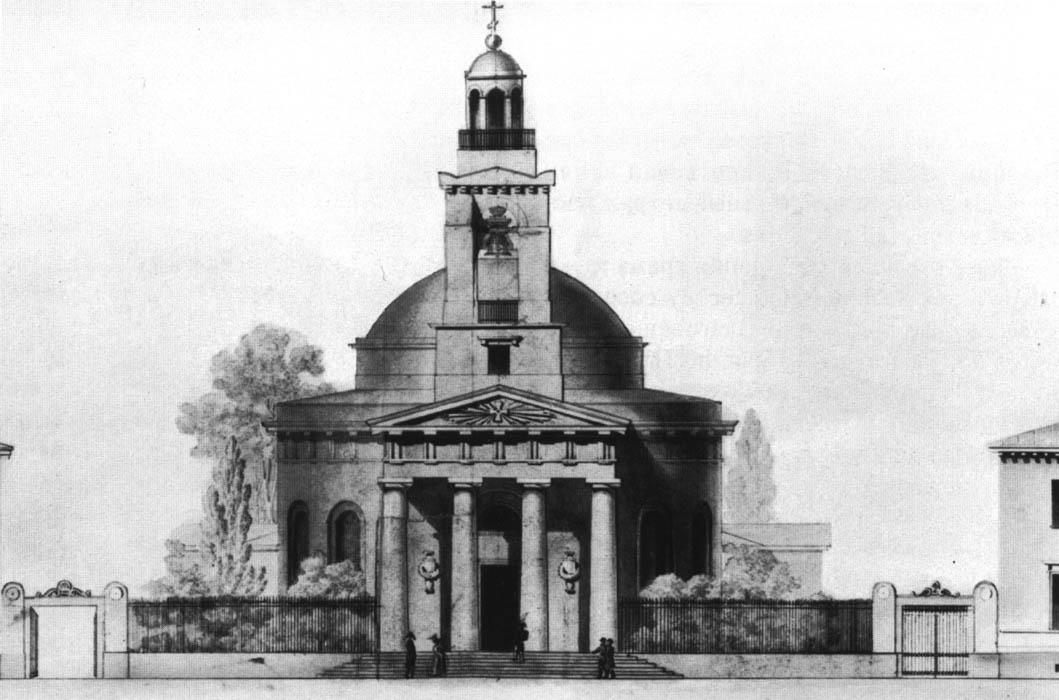
Проект Владимирской церкви при Орлово-Новосильцевском благотворительном заведении архитектора Шарлимань 1-го

От последнего образовалось название Новосильцевской улицы (с 15 декабря 1952 года — Новороссийской), а в конце XX века, в память о прежнем названии улицы, Новосильцевским назвали примыкающий к ней проезд.
В 1834 году места, где на расстоянии восьми шагов друг от друга стояли стрелявшие, были отмечены двумя круглыми тумбами. В 1940-х гг. тумбы были утрачены и восстановлены в начале 1960-х годов. По инициативе Лесотехнической академии и, в первую очередь, — директора библиотеки Т. А. Зуевой — 10 сентября 1988 года на месте дуэли в присутствии потомков Чернова был установлен памятный знак: гранитная стела высотой 250 см с надписью работы архитектора Владимира Васильковского.
На Смоленском кладбище сохранилась могила Чернова и надгробный памятник на ней.
Новосильцев был похоронен в подклете собора Новоспасского монастыря под Москвой. Надгробный памятник был позже помещен в усыпальницу Голицыных в Донском монастыре после уничтожения некрополя Новоспасского монастыря. Надгробие Новосильцева — шедевр позднего классицизма, выполнено по проекту В. И. Демут-Малиновского. Нина Грибоедова заказала его копию для могилы своего мужа в Тифлисе со ставшей знаменитой эпитафией :
Ум и дела твои бессмертны в памяти русской, но для чего пережила тебя любовь моя?
 .